# 오정연
오정연(吳靜姸, 1983년 1월 18일~)은 방송인, 배우이다.
2003년 광고 모델 첫 데뷔 하다가 2006년 KBS 32기 아나운서로 입사 2015년에 프리랜서 선언 했으며 이후 방송인이자 배우로 활동 영역을 넓혔다.

## 학력
- 관문초등학교 (졸업)
- 과천중학교 (졸업)
- 과천고등학교 (졸업)
- 서울대학교 사범대학 체육교육과 발레교육 전공 (2001학번) (졸업)
- 서강대학교 언론대학원 연극영화학과 (졸업)

## 경력
| 연도      | 사항                       |
| --------- | -------------------------- |
| 2004      | 청주문화방송 공채 아나운서 |
| 2006~2015 | KBS 32기 공채 아나운서     |

## 드라마, 연극
- 2016년 MBC 일일드라마 《워킹 맘 육아 대디》 ... 주예은 역
- 2016년 SBS 수목드라마 《질투의 화신》 ... 아나운서 지원자 역
- 2019년 MBN/UMAX 수목드라마 《로스타임 라이프 : 더 라스트 찬스》 ... 캐스터 역
- 2019년 연극 《옥상 위 달빛이 머무는 자리》
- 2019년 KBS2 주말드라마 《사랑은 뷰티풀 인생은 원더풀》 - 배현지 역 (특별출연)
- 2021년 tvN 주말드라마 《마인:MINE》 - 최미주 역
- 2021년 JTBC 월화드라마 《아이돌: 더 쿠데타》 - 기자 역 (특별출연)
- 2021년 연극 《리어왕》 - 리건 역
- 2023년 JTBC 주말드라마 《힘쎈여자 강남순》 - 정나영 역
- 2024년 극립극장 연극 《레미제라블》 - 팡틴 역

## 영화
- 2021년 《죽이러 간다》 ... 주인공 고수 역
- 2025년 《폭락》 - 경제방송 전문가 역

## 교양
- 2023년 3월 25일 MBC 《생방송 행복드림 로또 6/45》- 게스트 1060회

## 예능
- 2019년 1월 30일 MBC 《황금어장 라디오스타》 - "꼭 그렇게 해야만 속이 후련했냐!" 특집
- 2019년 5월 16일 KBS2 《해피투게더4》 - "아나운서국의 문제아들" 편
- 2019년 12월 29일 MBC 《미스터리 음악쇼 복면가왕》 - 참가자 (목소리에 버터를 발랐나~?! 슈퍼보이스 아보카도!)
- 2020년 1월 2일 KBS2 《해피투게더4》 - '인생은 뷰티풀, 위기는 개뿔' 특집
- 2020년 tvN 《신박한 정리》 - 게스트
- 2020년 10월 KBS2 《퀴즈 위의 아이돌》
- 2020년 11월  tvN 《나는 살아있다》
- 2020년 11월  채널A 《황금나침반》
- 2021년 9월  카카오tv 《골프전야》
- 2021년 11월  SBS 《골 때리는 그녀들》
- 2022년 1월 KBS2 《불후의 명곡 전설을 노래하다》
- 2022년 5월 디스커버리 채널 코리아 《저 세상 중고차-기어갓》진행
- 2023년 10월 ~ tvN•tvN STORY 《골프스타K》

## 진행

### TV
| 연도      | 방송사     | 프로그램            | 진행 기간                           | 담당           | 비고                                                                                      |
| --------- | ---------- | ------------------- | ----------------------------------- | -------------- | ----------------------------------------------------------------------------------------- |
| 2001      | KBS2       | 도전! 골든벨        | 2001년 4월 6일                      | 참여자         | 79회<경기 과천시 과천고>                                                                  |
| 2007~2008 | KBS1       | 도전! 골든벨        | 2007년 5월 27일 ~ 2008년 12월 7일   | 진행           | 375회(인천지역 7개 학교 연합 특집<발명 골든벨>) ~ 453회 인천 남동구 석정여고              |
| 2007      | KBS2       | 너랑 나랑 초록별    | 2007년 11월 8일 ~ 2008년 11월 12일  |                |                                                                                           |
| 2008      | KBS1       | 비바! 점프볼        | 2008년 1월 7일 ~ 2008년 3월 31일    | 출연           |                                                                                           |
| 2008      | KBS2       | KBS 7 일요뉴스타임  | 2007년 5월 13일 ~ 2008년 8월 3일    | 패널           |                                                                                           |
| 2008      | KBS2       | 클래식 오디세이     | 2008년 4월 1일 ~ 2009년 4월 14일    | 진행           |                                                                                           |
| 2008      | KBS2       | 생방송 세상의 아침  | 2008년 11월 17일 ~ 2009년 10월 17일 | 진행           |                                                                                           |
| 2007      | KBS2       | 스타 골든벨         | 2007년 8월 11일                     | 참가자         | [ 3 ]                                                                                     |
| 2008      | KBS2       | 스타 골든벨         | 2008년 11월 22일 ~ 2009년 4월 18일  | 진행           |                                                                                           |
| 2008      | KBS1       | 전국노래자랑        | 2008년 12월 28일                    | 특별진행       | 2008 연말결선                                                                             |
| 2008      | KBS2       | 1 대 100            | 2008년 12월 9일                     | 참가자         | 82회 아나운서그룹(여자) 전체 100명 중 1명 도전자                                          |
| 2009      | KBS1       | 특파원 현장보고     | 2009년 10월 24일 ~ 2013년 4월 6일   | 진행           |                                                                                           |
| 2009      | KBS2       | 무한지대 큐         | 2009년 10월 20일 ~ 2010년 5월 6일   | 진행           |                                                                                           |
| 2009      | KBS1       | 제30회 근로자가요제 | 2009년 5월 1일                      | 특별진행       |                                                                                           |
| 2010~2013 | KBS1       | 6시 내고향          | 2010년 5월 10일 ~ 2013년 4월 6일    | 진행           | 4533회~5244회                                                                             |
| 2021      | KBS1       | 6시 내고향          | 2021년 5월 20일                     | 특별출연       | 7286회 2021년 5월 20일 시청자와 함께 30년 6시 내고향                                      |
| 2010      | KBS2       | 세대공감 토요일     | 2010년 5월 15일 ~ 2013년 10월 19일  | 진행           |                                                                                           |
| 2011      | KBS2       | 체험 삶의 현장      | 2011년 1월 6일 ~ 2011년 5월 19일    | 진행           |                                                                                           |
| 2011      | KBS2       | KBS 아침뉴스타임    | 2011년 10월 17일 ~ 2011년 10월 21일 | 임시진행       | [ 6 ]                                                                                     |
| 2012      | KBS2       | 스타 인생극장       |                                     | 내레이션       |                                                                                           |
| 2013      | KBS2       | 출발! 드림팀 시즌 2 | 2013년 7월 14일 ~ 2013년 7월 21일   | 참가자         | <여름특집 1탄 : 연예인 다이빙 대회 1편 ~ 2편> 5m 하이 다이빙 금메달 상훈가 함께 공동 우승 |
| 2013      | KBS2       | 애니월드            | 2013년 4월 14일 ~ 2014년 12월 30일  |                |                                                                                           |
| 2013      | KBS1       | 튼튼 생활체조       | 2013년 10월 21일 ~ 2014년 11월 14일 | 진행           |                                                                                           |
| 2013      | KBS1       | KBS 뉴스 7          | 2013년 10월 21일 ~ 2014년 2월 28일  | 진행           |                                                                                           |
| 2014      | KBS2       | 생생 정보통         | 2014년 3월 3일 ~ 2014년 12월 31일   | 진행           |                                                                                           |
| 2014      | KBS2       | 여유만만            | 2014년 12월 12일                    | 출연           |                                                                                           |
| 2015      | JTBC       | 학교 다녀오겠습니다 | 2015년 6월 9일 ~ 2016년 6월 30일    |                |                                                                                           |
| 2015      | SKY TRAVEL | 러브 크로아티아     | 2015년 8월 22일 ~ 2015년 9월 12일   |                |                                                                                           |
| 2015      | SBS        | 주먹쥐고 소림사     | 2015년 10월 17일 ~ 2016년 1월 23일  |                |                                                                                           |
| 2015      | MBN        | 엄지의 제왕         | 2015년 11월 24일 ~ 2017년 4월 11일  |                |                                                                                           |
| 2019      | JTBC       | 다큐 플러스         | 2019년 2월 24일                     | 내레이션       | <51회> 《건강의 바로미터 장내 세균》                                                      |
| 2019      | JTBC       | 다큐 플러스         | 2019년 9월 1일                      | 출연, 내레이션 | <78회> 《불편한 속사정, 위 건강을 지켜라!》                                               |
| 2019      | KBS1       | 우리말 겨루기       | 2019년 10월 7일                     | 2인 1조 참가자 | 783회 한글날 특집 출연자-배종호(14기)(前 기자)와 이룸                                     |
| 2020      | KBS1       | 우리말 겨루기       | 2020년 8월 17일                     | 2인 1조 참가자 | 821회 특집 출연자 다시 겨루기-윤희정(가수)와 이룸                                         |
| 2021      | KBS1       | 아침마당            | 2021년 7월 12일                     | 출연           | 8931회 월요토크쇼 명불허전- 집 떠난 아나운서들                                            |

### 중계
- 2014년 인천 아시안 게임 캐스터

## 라디오
- 2008년~2011년: KBS 제2FM 《오정연의 3시와 5시 사이》
- 2015년: EBS FM 《책으로 행복한 12시》(임시 진행)
- 2016년: EBS FM 《EBS 책 읽는 라디오 낭독 시리즈》
- 2019년: EBS FM 《아이돌이 만난 문학》

## 광고
- 2003년 유니레버 - 도브 크림샴푸 발레연습실편
- 2011년 농림수산식품부 - 한우양돈자조금 구제역 모금 캠페인(성세정 아나운서와 함께)
- 2013년 고용노동부 - 노후 걱정이 없는 사회
- 2015년 SG골프 - 킬빌 편, 원초적본능 편

## 수상 및 후보
| 연도 | 시상식       | 부문                    | 작품              | 결과 |
| ---- | ------------ | ----------------------- | ----------------- | ---- |
| 2010 | KBS 연예대상 | 쇼/오락부문 여자 신인상 | 세대공감 토요일   | 후보 |
| 2015 | SBS 연예대상 | 여자 신인상             | 주먹쥐고 소림사   | 후보 |
| 2016 | MBC 연기대상 | 여자 신인상             | 워킹 맘 육아 대디 | 후보 |